# Leptochiton pergranatus
Leptochiton pergranatus är en blötdjursart som beskrevs av Dall 1889. Leptochiton pergranatus ingår i släktet Leptochiton och familjen Leptochitonidae. Inga underarter finns listade i Catalogue of Life.